# 飛鳥稲淵宮殿跡

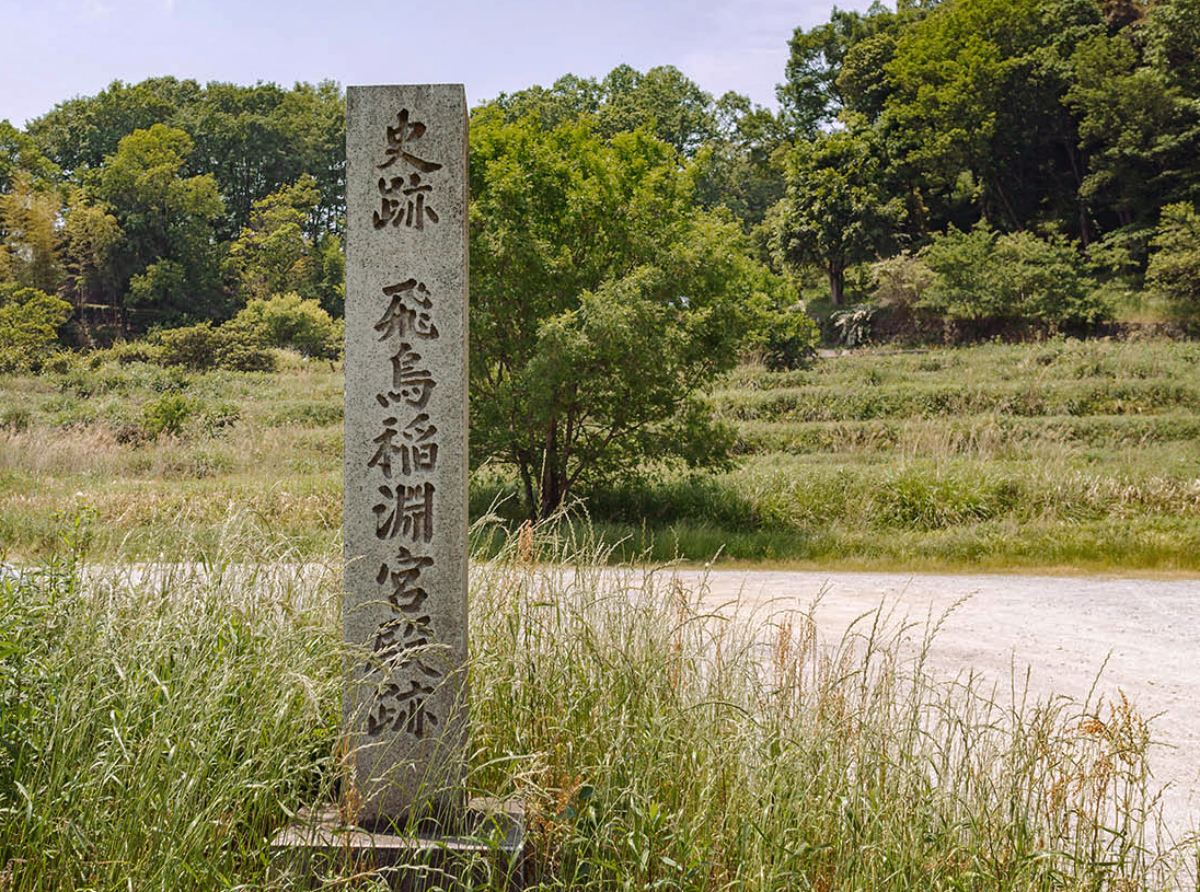
飛鳥稲淵宮殿跡

飛鳥稲淵宮殿跡（あすかいなぶちきゅうでんあと）は、奈良県高市郡明日香村大字稲淵（稲渕）に所在する飛鳥時代の宮殿跡である。本宮殿跡は、飛鳥川の上流、稲淵川左岸の平坦な水田地にある。

## 概要
本宮殿跡の宮名については、『日本書紀』孝徳天皇の653年（白雉4年）、中大兄皇子（後の天智天皇）が難波宮から飛鳥宮に帰り、一時期過ごした「飛鳥川辺行宮」（あすかかわべのかりみや）にあてる説があるが、なお、今後の検討が必要とされている。
国営飛鳥歴史公園祝戸地区の駐車場建設予定地とされたことから発掘調査が実施され、極めて計画性・規格性に富んだ整然とした建築遺構であることが判明、この遺跡が7世紀後半に営まれた宮殿跡であるという推定のもとに、国の史跡として1979年（昭和54年）3月20日に発掘部分のみが指定され、その周辺が1981年（昭和56年）5月に追加指定された。
発掘調査は、1976年（昭和51年）と1977年（昭和52年）の両年に、奈良国立文化財研究所によって行われ、遺跡は南北約170メートル、東西約60メートルの広さであることが判明した。主な遺構は、東西棟2軒、南北棟2軒の計4軒の掘立柱建物と建物の間に敷き詰められた石敷きである。東西棟は発掘地の中央に位置し、東西5間以上、南北4間以上という大規模な建物である。東に約4メートル離れて、南北に2軒が並ぶ南北棟を配している。これら建物は、相互に柱筋を揃えるなどの規格性に優れ、建物を等間隔で配置するなど、きわめて計画的に建てられていることが分かる。これらの規格性・計画性を考慮に入れて建物の規模や配置を復元すると、中央の建物は桁行9間（東西総長24.6メートル）、梁行4間（南北総長10.2メートル）の四面廂付の建物になり、北にある東西棟は桁行14間（総長24.6メートル）、梁行4間（8.8メートル）の南片廂つき建物になる。東の2軒の南北棟は、梁行き4間（8.8メートル）桁行15間（26.4メートル）の西片廂付建物になる。この復元により、西側にも東側の2軒と同様な南北棟があったと推測でき、中央の四面廂付建物を正殿とし、その北の建物を後殿、東西の南北棟を脇殿とすると、東西対称の整然とした建物配置が考えられる。建物の年代は、出土土器などから7世紀中頃に造営され、同世紀末に火災により焼失したことが分かる。